# Letni Puchar Juniorów w narciarstwie alpejskim mężczyzn 2022
Letni Puchar Juniorów w narciarstwie alpejskim mężczyzn w sezonie 2022 to kolejna edycja tej imprezy. Cykl ten rozpoczął się 18 czerwca 2022 r. w czeskiej miejscowości Orlické Záhoří. Ostatnie zawody z tego cyklu rozegrano w dniach 17–20 sierpnia tego samego roku w niemieckim Neudorf, gdzie zostały przeprowadzone również letnie mistrzostwa świata juniorów.
Zarówno obrońcą, jak i nowym zdobywcą pucharu był Włoch Filippo Zamboni.

## Podium zawodów
| Lp.                                                                               | Data             | Miejscowość            | Konkurencja     | 1. miejsce      | 2. miejsce        | 3. miejsce                  |
| --------------------------------------------------------------------------------- | ---------------- | ---------------------- | --------------- | --------------- | ----------------- | --------------------------- |
| 1.                                                                                | 18 czerwca 2022  | Orlické Záhoří         | Gigant          | Filippo Zamboni | Aleš Knor         | Jan Borák                   |
| 2.                                                                                | 18 czerwca 2022  | Orlické Záhoří         | Supergigant     | Aleš Knor       | Filippo Zamboni   | Jan Borák                   |
| 3.                                                                                | 19 czerwca 2022  | Orlické Záhoří         | Slalom          | Filippo Zamboni | Nicolo Pettini    | Daniel Bláha                |
| 4.                                                                                | 25 czerwca 2022  | Schwarzenbach/St. Veit | Gigant          | Filippo Zamboni | Nicolo Schiavetti | Sebastian Posch             |
| 5.                                                                                | 25 czerwca 2022  | Schwarzenbach/St. Veit | Supergigant     | Filippo Zamboni | Leopold Schön     | Sebastian Posch             |
| 6.                                                                                | 26 czerwca 2022  | Schwarzenbach/St. Veit | Slalom          | Filippo Zamboni | Elias Herrmann    | Lucas Hanings               |
| 7.                                                                                | 16 lipca 2022    | Jasenská dolina-Kašová | Supergigant     | Leopold Schön   | Filippo Zamboni   | Nicolo Schiavetti           |
| 8.                                                                                | 16 lipca 2022    | Jasenská dolina-Kašová | Supergigant     | Leopold Schön   | Filippo Zamboni   | Sebastian Lemp-Pfannenstill |
| 9.                                                                                | 17 lipca 2022    | Jasenská dolina-Kašová | Slalom          | Filippo Zamboni | Nicolo Schiavetti | Alex Jánoška                |
| Letnie Mistrzostwa Świata Juniorów w Narciarstwie Alpejskim (17–20 sierpnia 2022) |                  |                        |                 |                 |                   |                             |
| 10.                                                                               | 17 sierpnia 2022 | Neudorf                | Supergigant     | Aleš Knor       | Leopold Schön     | Jan Borák                   |
| 11.                                                                               | 18 sierpnia 2022 | Neudorf                | Superkombinacja | Filippo Zamboni | Jan Borák         | Leopold Schön               |
| 12.                                                                               | 19 sierpnia 2022 | Neudorf                | Gigant          | Jan Borák       | Aleš Knor         | Leopold Schön               |
| 13.                                                                               | 20 sierpnia 2022 | Neudorf                | Slalom          | Filippo Zamboni | Jan Borák         | Nicolo Schiavetti           |

## Klasyfikacje
| Lp. | Zawodnik          | Punkty |
| --- | ----------------- | ------ |
| 1.  | Filippo Zamboni   | 1140   |
| 2.  | Leopold Schön     | 570    |
| 2.  | Nicolo Schiavetti | 570    |
| 4.  | Sebastian Posch   | 449    |
| 5.  | Jan Borák         | 440    |
| 6.  | Daniel Bláha      | 387    |
| 7.  | Nicolo Pettini    | 375    |
| 8.  | Michael Bertagno  | 372    |
| 9.  | Aleš Knor         | 360    |
| 10. | Elias Herrmann    | 288    |

| Lp. | Zawodnik          | Punkty |
| --- | ----------------- | ------ |
| 1.  | Filippo Zamboni   | 400    |
| 2.  | Daniel Bláha      | 160    |
| 3.  | Nicolo Pettini    | 156    |
| 4.  | Nicolo Schiavetti | 140    |
| 5.  | Michael Bertagno  | 116    |
| 6.  | Elias Herrmann    | 109    |
| 7.  | Sebastian Posch   | 100    |
| 8.  | Leopold Schön     | 90     |
| 9.  | Nathan Seganti    | 88     |
| 10. | Lucas Hanings     | 86     |

| Lp. | Zawodnik          | Punkty |
| --- | ----------------- | ------ |
| 1.  | Filippo Zamboni   | 250    |
| 2.  | Jan Borák         | 160    |
| 2.  | Aleš Knor         | 160    |
| 4.  | Sebastian Posch   | 145    |
| 5.  | Nicolo Schiavetti | 130    |
| 6.  | Daniel Bláha      | 97     |
| 7.  | Elias Herrmann    | 90     |
| 8.  | Pavel Ivánek      | 77     |
| 9.  | Nicolo Pettini    | 67     |
| 10. | Roberto Cerentin  | 62     |

| Lp. | Zawodnik                    | Punkty |
| --- | --------------------------- | ------ |
| 1.  | Filippo Zamboni             | 390    |
| 2.  | Leopold Schön               | 360    |
| 3.  | Nicolo Schiavetti           | 250    |
| 4.  | Aleš Knor                   | 200    |
| 5.  | Sebastian Lemp-Pfannenstill | 162    |
| 6.  | Michael Bertagno            | 160    |
| 7.  | Sebastian Posch             | 159    |
| 8.  | Nathan Seganti              | 152    |
| 9.  | Pavel Ivánek                | 144    |
| 10. | Daniel Bláha                | 130    |

| Lp. | Zawodnik          | Punkty |
| --- | ----------------- | ------ |
| 1.  | Filippo Zamboni   | 100    |
| 2.  | Jan Borák         | 80     |
| 3.  | Leopold Schön     | 60     |
| 4.  | Nicolo Schiavetti | 50     |
| 5.  | Sebastian Posch   | 45     |
| 6.  | Michael Bertagno  | 40     |
| 7.  | Roberto Cerentin  | 36     |
| 8.  | Nicolo Pettini    | 32     |
| 9.  | Elias Herrmann    | 29     |
| 10. | Pavel Ivánek      | 26     |